# آيت موسى (الصفاصيف)
آيت موسى هي إحدى مشيخات المملكة المغربية، تتبع جغرافيا لإقليم الخميسات وإداريًا لالصفاصيف. يقدر عدد سكانها بـ 23585 نسمة حسب الإحصاء الرسمي للسكان والسكنى لسنة 2004.